# Salses-le-Château
Salses-le-Château (Catalaans: Salses) is een gemeente in Frankrijk, gelegen in het kanton Rivesaltes in het departement Pyrénées-Orientales in de regio Occitanie. De inwoners heten les Salséens. Salses-le-Château telde op 1 januari 2022 3.888 inwoners.
Hier ligt het kasteel Fort de Salses. Het kasteel is gebouwd van 1497 tot 1504 in opdracht van Ferdinand II van Aragon, Koning van Aragón.

## Geografie
De oppervlakte van Salses-le-Château bedroeg op 1 januari 2022 71,28 vierkante kilometer; de bevolkingsdichtheid was toen 54,5 inwoners per km². De gemeente ligt aan de lagune Étang de Leucate.
De onderstaande kaart toont de ligging van Salses-le-Château met de belangrijkste infrastructuur en aangrenzende gemeenten.

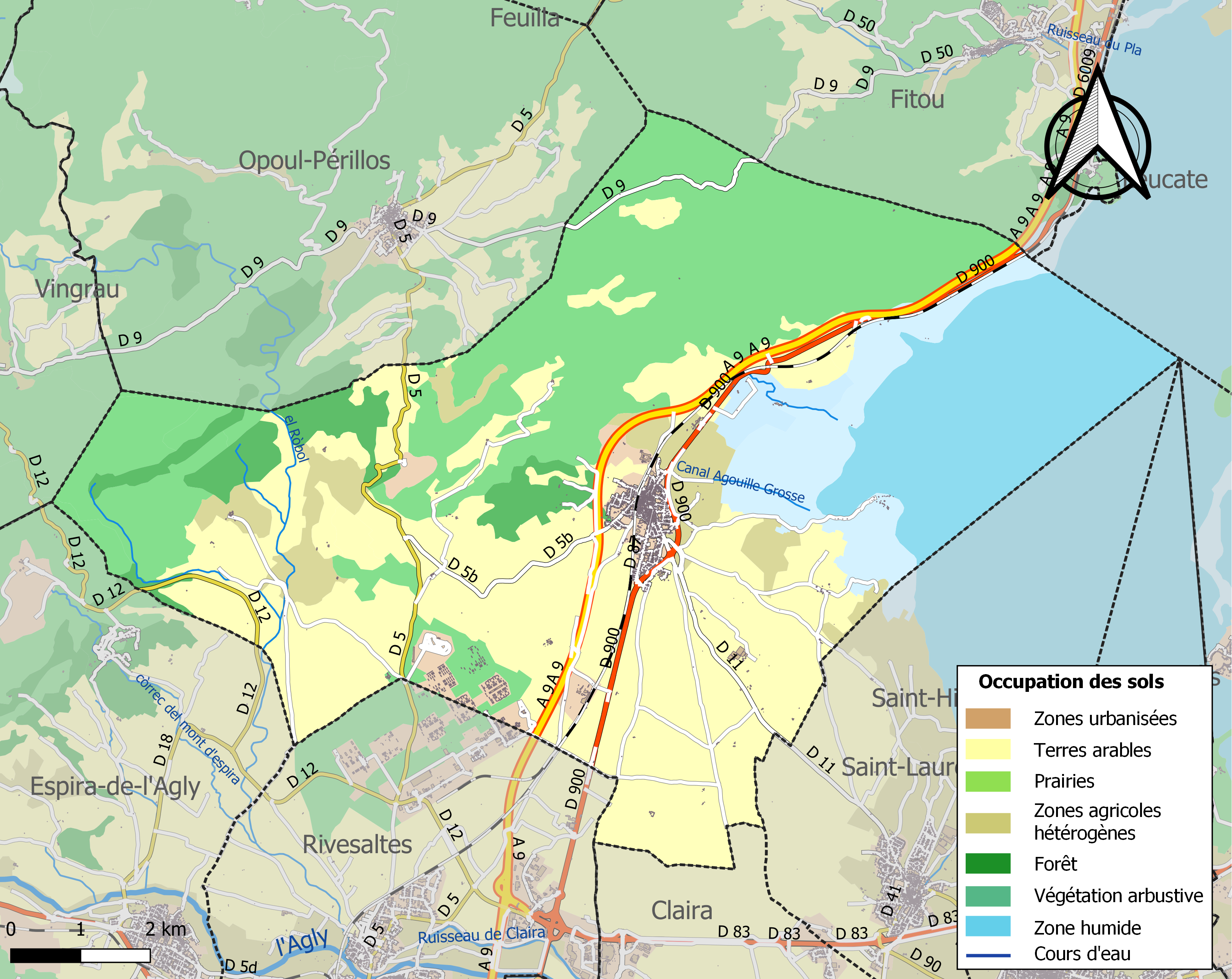

## Verkeer en vervoer
In de gemeente ligt spoorwegstation Salses.

## Demografie
Onderstaande figuur toont het verloop van het inwonertal (bron: INSEE-tellingen).